# Erik Cordier
Pour les articles homonymes, voir Cordier (homonymie).
Erik Michael Cordier (né le 25 février 1986 à Green Bay, Wisconsin, États-Unis) est un lanceur de relève droitier qui a joué pour les Giants de San Francisco et les Marlins de Miami en Ligue majeure de baseball entre 2014 et 2015.

## Carrière
Erik Cordier est un choix de deuxième ronde des Royals de Kansas City en 2004. Son chemin vers le baseball majeur, qu'il atteint à l'âge de 28 ans, est ponctué d'une opération de type Tommy John, de deux saisons entières d'inactivité en raison de blessures, et d'un séjour d'une décennie en ligues mineures au sein de 4 organisations. Après avoir été repêché par Kansas City en 2004, il est tenu à l'écart du jeu toute l'année 2005 après s'être blessé au genou. Il ne joue que 10 matchs en 2006 et subit ensuite une opération Tommy John pour réparer un ligament du coude qui l'empêche de lancer jusqu'à la fin de l'été 2008. Entre-temps, Cordier est le 23 mars 2007 échangé des Royals aux Braves d'Atlanta en retour du joueur d'arrêt-court Tony Peña, Jr.. Il lance dans les mineures avec des clubs associés aux Braves de 2008 à 2012, après quoi il passe 2013 avec les Indians d'Indianapolis, club-école des Pirates de Pittsburgh, puis rejoint pour 2014 les Giants de San Francisco, qui l'assignent à leur club-école de Fresno. Lanceur partant, Cordier devient lanceur de relève en 2012.
Erik Cordier fait ses débuts dans les majeures le 2 septembre 2014 avec San Francisco. Dans une défaite de 9-2 des Giants devant les Rockies du Colorado, il vient lancer la 7e manche et impressionne par la vélocité de sa balle rapide. Son premier lancer atteint exactement 100 mph (161 km/h) et est le premier de 16 tirs à 161 ou 163 km/h dans la manche. Les 5 premiers atteignent cette vitesse et sont bons pour le retrait sur des prises de Drew Stubbs. Il atteint aussi un frappeur, Matt McBride, avec une rapide à 159 km/h. Cordier enregistre 9 retraits sur des prises en 6 manches lancées lors de 7 sorties en fin de saison 2014 pour San Francisco. Il n'accorde qu'un point mérité.
Libéré par San Francisco le 1er août 2015 sans avoir joué un seul match pour les Giants cette saison-là, il rejoint les Marlins de Miami pour le dernier droit de la campagne.